# بانک کانادا
بانک کانادا (به انگلیسی: Bank of Canada) و (به فرانسوی: Bank of Canada) (اختصاری BoC) بانک مرکزی کانادا است. امتیازنامه این بانک تحت قانون بانک کانادا  در ۳ ژوئیه سال ۱۹۳۴ به عنوان یک شرکت متعلق به بخش خصوصی صادر شد و در سال ۱۹۳۸ این بانک از نظر قانونی تحت حاکمیت فدرال تعیین گردید.
نقش ضروری بانک کانادا به عنوان بانک مرکزی «ترویج اقتصادی و رفاه مالی کانادا است.» به طور خاص مسئولیت این بانک عبارت است از:
- تدوین سیاست‌های پولی؛[۵]
- تنها صادر کننده اسکناس در کانادا؛[۶][۷]
- ترویج امن و استوار سیستم مالی در کانادا؛[۸] و
- مدیریت منابع مالی و خدمات بانکی مرکزی «برای دولت فدرال، بانک و دیگر مشتریان.»[۹][۱۰]

دفتر مرکزی بانک کانادا در پایتخت کشور اتاوا قرار دارد که در آن ساختمان موزه ارز نیز واقع شده است که در دسامبر ۱۹۸۰ افتتاح شد.